# サイモン・レイク級潜水母艦
サイモン・レイク級潜水母艦（サイモン・レイクきゅうせんすいぼかん、英語: Simon Lake-class submarine tender）は、アメリカ海軍の潜水母艦（AS）の艦級。1960年代中頃に2隻が就役し、1990年代に退役した。

## 概要
戦略原子力潜水艦（SSBN）の支援を主任務としており、乗員の大半は技術者と修理要員から構成されている。同時に3隻の原子力潜水艦を接舷させて支援することが可能である。
主な任務は潜水艦の修理で、ほかにも各種物資の補給や乗員の休養などを行うことができる。艦上には潜水艦発射弾道ミサイル（SLBM）を扱うための30トンの能力を持つクレーンが2基と、ほかに5トンの能力を持つ移動式クレーン4基がある。就役当初はポラリスSLBMの運用支援を想定していたが、SSBNの搭載ミサイルがポセイドン・トライデントと変更されていくのに従い、本級も1970年から1971年にかけてポセイドン、1978年度（AS-33）と1984年度（AS-34）にトライデントへの対応改修を行っている。
兵装としては、後部にある煙突の両舷にMk.33 76mm連装砲を2基搭載していたが、「サイモン・レイク」では後に撤去されて20mm単装機関砲4基に変更されている。格納庫はもたず固有の搭載機はないが、艦尾にヘリコプター甲板があり離発着が可能。

## 同型艦
| #     | 艦名                            | 建造所                             | 起工          | 進水           | 就役           | 退役            | 備考 |
| ----- | ------------------------------- | ---------------------------------- | ------------- | -------------- | -------------- | --------------- | ---- |
| AS-33 | サイモン・レイク USS Simon Lake | ピュージェット・サウンド海軍造船所 | 1963年 1月7日 | 1964年 2月8日  | 1964年 11月7日 | 1999年 7月31日  |      |
| AS-34 | カノーパス USS Canopus          | インガルス造船所                   | 1964年 3月2日 | 1965年 2月12日 | 1965年 11月4日 | 1994年 11月30日 |      |